# Brandstof (album)
Brandstof is, samen met Vloeistof, het tweede album van de Nederlandse rapgroep Opgezwolle, uitgebracht in 2003 door het label Top Notch. Bij aanschaf van het album Vloeistof, zat ook nog het album Brandstof inbegrepen. Dit was echter een leeg schijfje, waarop fans de bonustracks van de Opgezwolle-site konden branden.

## Tracks
1. Hardcore Raps
2. Je Weet 't
3. Doe je wat je Doet (met Kubus)
4. Klap
5. Skeit
6. Waarheid van 't Uur
7. Praten (met DuvelDuvel)

## Bezetting
- Sticky Steez - Rapper
- Phreako Rico - Rapper
- Delic - Dj/producer